# Snotingas
Snotingas var en angelsk stammer, der enten fik deres navn fra en høvding kaldet "Snot" eller "Snod", eller fra ordet Snottenga, der betyder "grotter". Snotingas boede i et område ved Snottengaham eller Snodengaham (det moderne Nottingham).
Snotingas har lagt navn til Nottingham, der blev beskrevet i den første skriftlige kilde som Snotengaham, og den nærliggende by Sneinton, nævnes første gang som Snotinton.
Nottinghams St Mary's Church blev sandsynligvis etableret som et minster allerede i slutningen af 600-tallet, og det tilhørende sogn har sandsynligvis omfattet Snotingas' territorium. Det er dog vanskeligt at fastlægge det præcise områdes udbredelse, da der blev givet meget af St Marys land til Lenton Priory efter den normanniske erobring af England, men det inkluderede med sikkerhed Whiston i den nordlige del af den moderne by, og sandsynligvis også områderne Lenton, Radford, Basford, Arnold, West Bridgford, Wilford, Barton og Clifton.